# Biarré
Le Biarré, est un cours d'eau qui traverse le département des Pyrénées-Atlantiques.
Il prend sa source sur la commune de Limendous et se jette dans la Souye à Saint-Jammes.

## Département et communes traversés
Pyrénées-Atlantiques
- Andoins
- Espéchède
- Gabaston
- Limendous
- Ouillon
- Saint-Jammes

## Affluents
- ruisseau le Petit Biarré